# De jaren van onschuld
De jaren van onschuld (Engels: The Age of Innocence) is een sociaal-psychologische roman van de Amerikaanse schrijfster Edith Wharton. Na eerst in vier delen te zijn gepubliceerd in het tijdschrift Pictorial Review werd het in 1920 uitgegeven bij D. Appleton & Company. Het boek, geschreven in de traditie van Henry James, handelt over de kracht van sociale conventies in de New Yorkse upper class, die het hoofdpersoon Newland Archer onmogelijk maken zijn verloving en later zijn huwelijk te verbreken en te kiezen voor zijn grote liefde. De roman werd in 1921 onderscheiden met de Pulitzerprijs. Wharton was de eerste vrouw die deze eer ten deel viel.

## Samenvatting
Hoofdpersoon van De jaren van onschuld is Newland Archer, een jonge advocaat die deel uitmaakt van een patriciërsgemeenschap binnen de hoogste kringen in New York. De roman begint ergens in de jaren 1870 op een moment dat Newlands verloving wordt aangekondigd met de mooie May Welland, een telg uit de vooraanstaande familie Mingot. Net rond deze tijd verschijnt ook Ellen Olenska ten tonele, een nicht van May die na een ongelukkig huwelijk met een graaf in Europa naar Amerika is teruggekeerd. Ellen is door haar onconventionele gedrag, haar vrije manieren en de omgang met kunstenaars en mensen die door haar omgeving beneden hun stand worden gerekend, al snel spraakmakend in Newlands kringen. Gaandeweg wordt Newland echter steeds meer door haar geïntrigeerd en wordt verliefd op haar. Aanvankelijk raakt hij hierdoor in verwarring, wil zelfs versneld met May trouwen, maar uiteindelijk gaat hij steeds meer twijfelen of hij het huwelijk nog wel moet doorzetten.
Op het moment dat Newland Ellen zijn liefde bekend blijkt dat zij zijn gevoelens beantwoordt, maar ze blijft erbij dat hij met May moet trouwen. Ellen is May zeer toegenegen en bovendien veel dank verschuldigd aan haar familie, die haar na haar ongelukkige huwelijksperiode in Europa gesteund en opgevangen heeft. Het huwelijk gaat vervolgens gewoon door, Ellen vertrekt naar Washington D.C. en twee jaar lang is er geen contact. Dan raakt Newland echter beroepshalve geïnvolveerd in een kwestie waarbij Ellens voormalige man haar sommeert terug naar Europa te komen, omdat hij anders beslag op al haar gelden zal leggen. De familie Mingot zet aanvankelijk veel druk op Ellen om op dat voorstel in te gaan, maar Newland weet behendig de opinie te keren en uiteindelijk wordt besloten dat ze toch in Amerika zal blijven en daar de oude mevrouw Mingot, oma van May, kan verzorgen. Newland en Ellen komen min of meer overeen dat ze dicht bij elkaar willen blijven, maar tegelijk op afstand. Ellen volhardt in haar standpunt dat hij omwille van May zijn huwelijk niet mag verbreken, hoewel Newland zelf voortdurend met die gedachte speelt. De intrige eindigt vervolgens op het moment dat May tegen Newland vertelt dat ze zwanger is. Vlak daarvoor had ze dat blijkbaar ook al tegen Ellen verteld, die daarop alsnog besloot om definitief naar Europa te vertrekken en in Parijs te gaan wonen, zij het niet bij haar man.
Het boek sluit af met een soort van epiloog 27 jaar later. Newland is inmiddels 57 en heeft een zoon, die architect is, en een dochter. May is net twee jaar eerder overleden. Als zijn zoon hem vraagt mee te reizen naar Parijs, omdat hij daar een aantal tuinen moet bezichtigen, stemt Newland toe. In Parijs vertelt zijn zoon hem dat May kort voor haar overlijden tegen hem gezegd heeft dat ze wist dat Newland 'voor haar datgene heeft opgegeven wat hij het liefste wilde' en dat zij er daarom op vertrouwde dat haar kinderen bij hem altijd veilig zouden zijn. Hoewel het nooit was uitgesproken bleek ze het dus altijd te hebben geweten. Als via zijn zoon een afspraak wordt gemaakt om bij Ellen te gaan eten speelt Newland even met de gedachte om een nieuwe toekomst met haar tegemoet te gaan, maar als hij voor haar deur staat stuurt hij zijn zoon alleen naar binnen en keert terug naar het hotel, overwegende dat het beter zo kan blijven zoals het is.

## Duiding

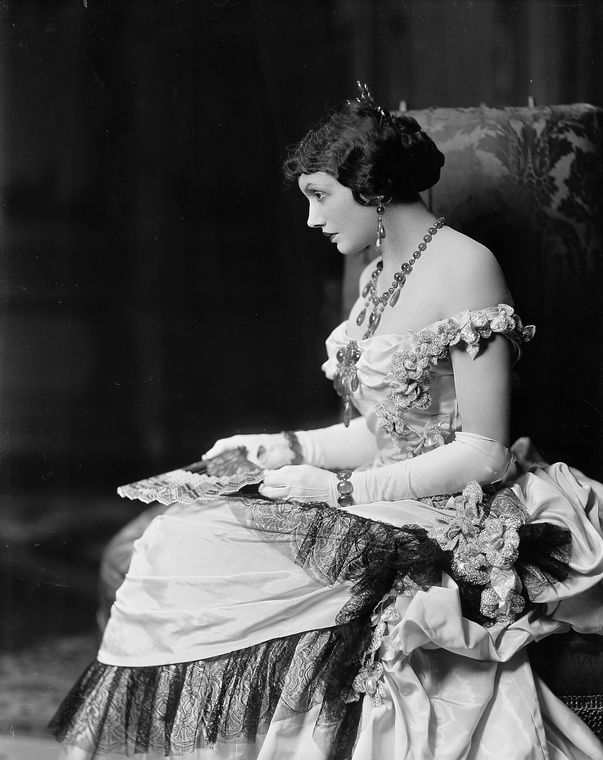
Actrice Katherine Cornell als Ellen Olenska in een theateruitvoering van het boek uit 1929.

De druk van sociale conventies en de invloed ervan op de keuzes die mensen maken in hun leven, kan gezien worden als het belangrijkste thema van De jaren van onschuld, een druk die zich in de roman manifesteert in tal van subtiele gebeurtenissen: terloopse opmerkingen, toespelingen, veelzeggende stiltes, maar soms ook hard en direct. Hoezeer sommigen zich er ook aan proberen te onttrekken, uiteindelijk is de druk voor iedereen onontkoombaar. Zelfs de onafhankelijke, vrijgevochten Ellen Olenska geeft er op haar eigen wijze aan toe, al is het maar om anderen leed te besparen. Op een gegeven moment zegt Ellen tegen Newland Archer: 'Als het niet de moeite waard is om je dingen te ontzeggen en ze op te geven om anderen te behoeden voor teleurstelling en ellende - dan is alles waar ik om naar huis gekomen ben, alles dat mijn andere leven nu zo leeg en armzalig doet lijken omdat niemand daar iets om gaf - dan zijn al die dingen schijn en bedrog'.
Een onderliggende boodschap in de roman is dat het grote geluk maar voor weinig mensen is weggelegd en wellicht alleen in onze gedachten kan bestaan. De meeste levens voltrekken zich conform sinds generaties gevestigde tradities, zonder mogelijkheid tot echte verandering. Het beste alternatief lijkt te leven met een droom van wat misschien had kunnen zijn. In het slothoofdstuk schrijft Wharton over Newland: 'Iets had hij wel gemist: de bloem van het leven. Maar dat zag hij inmiddels als iets dat zo onbereikbaar, zo onwaarschijnlijk was, dat hierover treuren iets had van wanhopen omdat je niet de eerste prijs had gewonnen in de loterij'.
Wharton werkt de geschetste thematiek van sociale druk en de onmogelijkheid van waar geluk op subtiele wijze uit als een psychologisch spel binnen de driehoek Newland Archer, zijn vrouw May en Ellen Olenska, gevangen binnen voortdurend aanwezig en sturend sociaal netwerk. Als het geluk te dichtbij komt doemt altijd weer het zicht op de bijkomende consequenties op en blijken ook Newland en zelfs de vrijgevochten Ellen er elk om hun eigen redenen voor terug te schrikken. Typerend is de slotbladzijde, wanneer Newland een hernieuwde confrontatie en een mogelijke herinnering met Ellen niet aandurft.

## Theater en film
De jaren van onschuld werd meerdere malen bewerkt voor theater en film. De meest recente verfilming is van Martin Scorsese, met Michelle Pfeiffer als Ellen Olenska, Daniel Day-Lewis als Newland Archer en Winona Ryder als May Welland Archer. Ryder kreeg een Golden Globe voor haar rol. De film kreeg een Oscar voor de beste kostuums.